# Giuseppi Logan

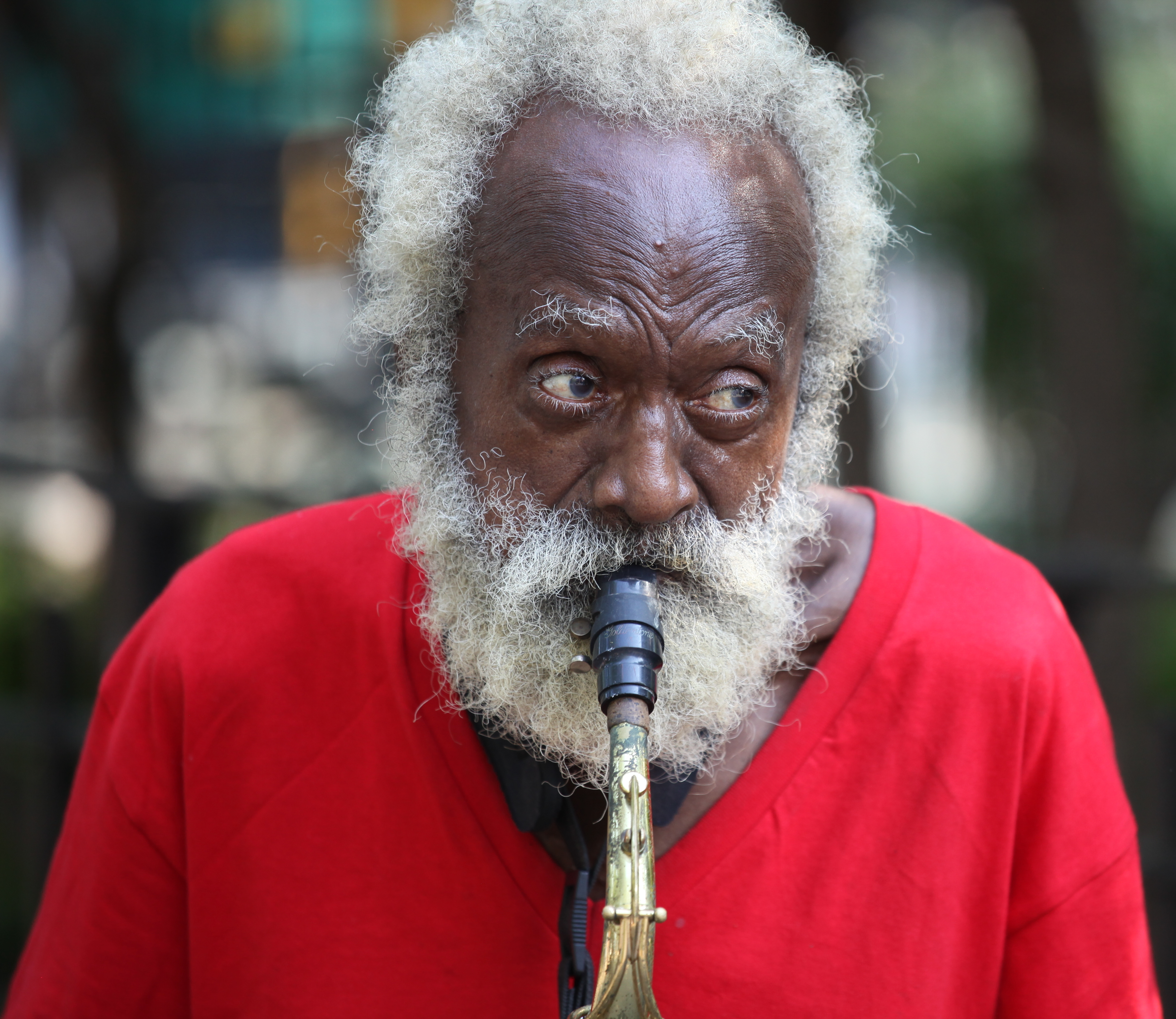
Giuseppi Logan (2010)

Giuseppe „Giuseppi“ Logan (* 22. Mai 1935 in Philadelphia; † 17. April 2020 in Queens, New York City) war ein US-amerikanischer Musiker des Free Jazz. Logan spielte Alt- und Tenorsaxophon, Bassklarinette, Flöte, Piano und die pakistanische Oboe.

## Leben und Wirken
Giuseppi Logan war zunächst Autodidakt. Bereits mit 15 Jahren spielte er in der Band von Earl Bostic und studierte später am New England Conservatory. 1964 zog er nach New York und arbeitete mit Musikern der New Yorker Avantgarde-Szene zusammen, wie Archie Shepp, Pharoah Sanders und Bill Dixon, nahm Unterricht bei Dixon, der seine Musik schätzte, und spielte in dessen Gruppe. Zunächst hatte er nach Dixons Erinnerungen „große Schwierigkeiten, Leute dazu zu bringen, seine Musik zu spielen.“ Mitglieder von Logans Band waren schließlich der Pianist Don Pullen, Bassist Eddie Gomez und der Perkussionist Milford Graves, der ihm einen Aufnahmetermin bei ESP-Disk überließ, wobei es zu technischen Komplikationen kam. Nach Pullens Ausscheiden spielte Dave Burrell in diesem Ensemble. Logan war auch Mitglied der Band von Byard Lancaster; er tourte mit der Sängerin Patty Waters und war an Aufnahmen mit ihr beteiligt. Logan nahm unter eigenem Namen zwei Alben für das Avantgarde-Label ESP-Disk auf; außerdem wirkte er an einem Album von Roswell Rudd mit, das später auf Impulse! Records erschien. Eine Ankündigung von ESP-Disk sah ein drittes Album von Logan vor, das jedoch nicht realisiert wurde (angekündigt als ESP-1018, The Giuseppi Logan Chamber Ensemble In Concert). Label-Betreiber Stollman weist auf Drogenprobleme Logans hin.

„Niemand klang in einem Ensemble so wie Giuseppi [Logan]. Bei seinem Spiel hielt er seinen Kopf weit zurück; dazu erklärte er: „Auf diese Art ist meine Kehle weit offen“, so konnte er mehr Luft einziehen. Er spielte in einem Umfang von vier Oktaven auf dem Altsaxophon. Was ihn als Improvisator von anderen unterschied, war die Art, wie er seine Noten platzierte und damit einen bestimmten Klang schuf, dem die anderen der Gruppe dann folgten. Seine Stücke waren aus diesem Grund sehr attraktiv; Giuseppi hatte seine ganz eigenen Ansichten über Musik …“

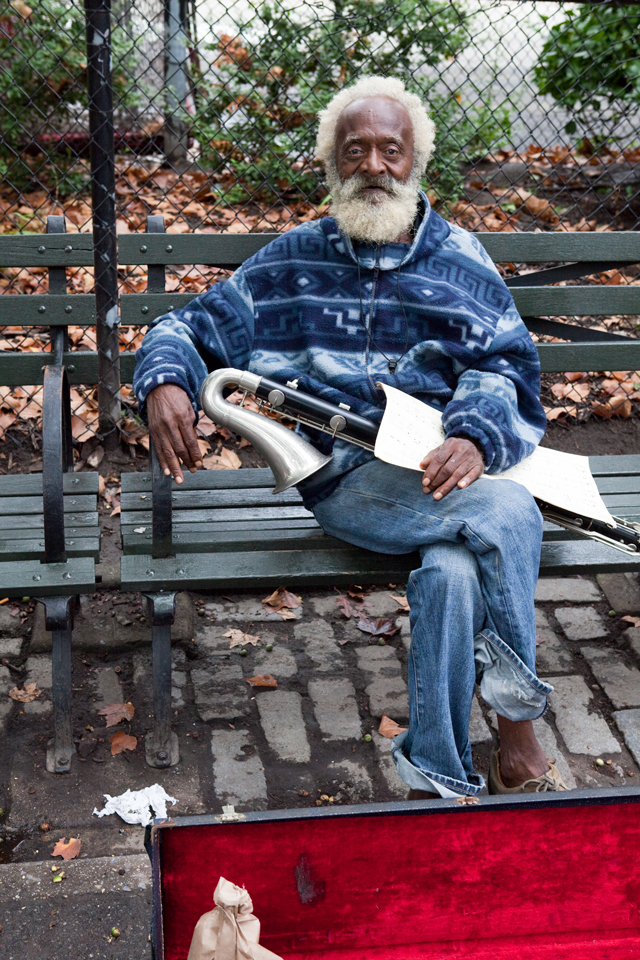
Logan im Tompkins Square Park, New York City (2009)

In den frühen 1970er Jahren verschwand Giuseppi Logan von der Jazzszene; seine Frau ließ ihn wegen seines Drogenkonsums in die Psychiatrie einweisen. Er verbrachte dort Jahre, danach lebte er für Jahrzehnte als Vagabund in Norfolk (Virginia). 2008 schenkte ihm seine Schwester ein Saxophon und eine Bahnkarte nach New York City; dort lebte er auf der Straße. Im selben Jahr wurde er von der Künstlerin und politischen Aktivistin Suzannah B. Troy aufgefunden; daraufhin führte sie auf Youtube ein Tagebuch über ihn. Dadurch konnte sie ihm ein kleines Zimmer in Manhattan verschaffen. 2009 trat er im Rahmen der Konzertreihe ESP-Disk Live erstmals wieder in einem Club auf. Im selben Jahr nahm er mit einem Quintett, zu dem auch alte ESP-Kollegen gehörten, ein Album auf, das gute Kritiken erhielt. 2011 spielte er mit der Band des Singer-Songwriters Ed Pettersen ein weiteres Album ein, das bis zum April 2012 subskribiert werden konnte.
Logan starb im April 2020 im Lawrence Nursing Care Center in Far Rockaway, Queens während der COVID-19-Pandemie in New York City an den Folgen einer SARS-CoV-2-Infektion.

## Alben
- 1964: The Giuseppi Logan Quartet (ESP-Disk 1007) Logan, Don Pullen, Eddie Gomez, Milford Graves; aufgenommen im November 1964
- 1965: More (ESP-Disk 1013) Logan, Don Pullen, Reggie Johnson, Milford Graves; aufgenommen im Mai 1965
- 2009: The Giuseppi Logan Quintet (Tompkins Square Records) Logan, Matt Lavelle, Dave Burrell, François Grillot, Warren Smith; aufgenommen im September 2009
- 2013: … And They Were Cool (Jessica Lurie, Larry Roland, Ed Pettersen)

## Lexikalischer Eintrag
- Richard Cook, Brian Morton: The Penguin Guide to Jazz on CD, LP and Cassette. 2. Auflage. Penguin, London 1994, ISBN 0-14-017949-6.
- Guy N. Frazer: Giuseppi Logan heute … In: Jazz Podium, 2012, Nr. 11, S. 28.

## Filme
- The Devil's Horn – Die dunkle Seite des Saxophons. (OT: The Devil’s Horn – The History and the Curse of the Saxophone.) Dokumentarfilm, Kanada, 2016, 81:08 Min., Buch: David Mortin, Michael Segell, David New, Regie: Larry Weinstein, Produktion: arte, ZDF, deutsche Erstsendung: 28. August 2016 bei arte, Inhaltsangabe von ARD, u. a. mit Jimmy Heath, Albert „Tootie“ Heath, Yuri Yunakov, Giuseppi Logan, Colin Stetson, François Louis (Saxophonblatthersteller).

- Erfolgreicher amerikanischer Jazz-Musiker Giuseppi Logan wiederentdeckt. Fernseh-Reportage, Deutschland, 2012, 3:19 Min., Buch und Regie: Anja Bröker, Produktion: ARD, Redaktion: tagesthemen, Erstsendung: 23. Mai 2012, online-Video von ARD ab 25:26 – 28:45 Min.